# Jean-Baptiste Lemoyne (1704–1778)
Jean-Baptiste Lemoyne (ur. 15 lutego 1704 w Paryżu, zm. w 1778 roku) – rzeźbiarz francuski, syn i uczeń innego znanego rzeźbiarza Jeana-Louisa Lemoyne, nauki w zakresie rzeźbiarstwa pobierał również u Roberta Le Lorraina.
Początki jego kariery rzeźbiarskiej, zaczęły się w chwili uhonorowania go nagrodą Prix de Rome przez Królewską Akademię Malarstwa i Rzeźby w 1725 roku. Nagroda ta upoważniała go do kontynuowania nauki we Włoszech, jednak pozostał on w rodzinnym Paryżu, z uwagi na ojca który cierpiał na ślepotę, oraz brak pieniędzy.
Jedne z ważniejszych prac artysty w przeważającej części zostały zniszczone lub zniknęły w czasie trwania rewolucji francuskiej.
Rzeźbiarz był mistrzem wielu innych rzeźbiarzy francuskich, nauki u niego pobierali m.in.: Étienne Maurice Falconet, Augustin Pajou, oraz Jean Guillaume Moitte.

## Ważniejsze dzieła artysty
- Popiersie gliniane Noëla Nicolasa Coypela – Luwr, Paryż (1730)[2]
- La Fable et la Vérité[3], L'Arithmétique[3], L'Épopée et la Tragédie[3], L'Astronomie – pięć reliefów wykonanych w dawnych apartamentach książęcych, Hotel de Soubise w Paryżu, tynk (1738)[3]
- Popiersie Ulricha Friedricha Waldemara von Löwendala, marszałka Francji – marmur, Luwr, Paryż (1750)[4]
- Popiersie gliniane fizyka René Antoine Ferchault de Réaumura[5] – Luwr, Paryż (1751)
- Ludwik XV, król Francji i Nawarry – posąg, terakota, szkic modelu, Luwr, Paryż (1751)[6]
- Wertumnus i Pomona – rzeźba kamienna, znajduje się w Luwrze, w Paryżu (1760)[7]
- Popiersie marmurowe architekta Jacques’a-Ange Gabriela – Luwr, Paryż[8]
- Fillette au fichu[9] (pol. „Dziewczyna z chustą”) – popiersie tynkowane, Luwr, Paryż (1769)
- Ludwik XV wznoszony na tarczy przez trzech żołnierzy – model pomnika Ludwika XV dla miasta Rouen, brąz, Luwr, Paryż (1772)[10]
- Popiersie marmurowe Marii Adelajdy Burbon, córki Ludwika XV – Luwr, Paryż (1768)[11]

## Galeria

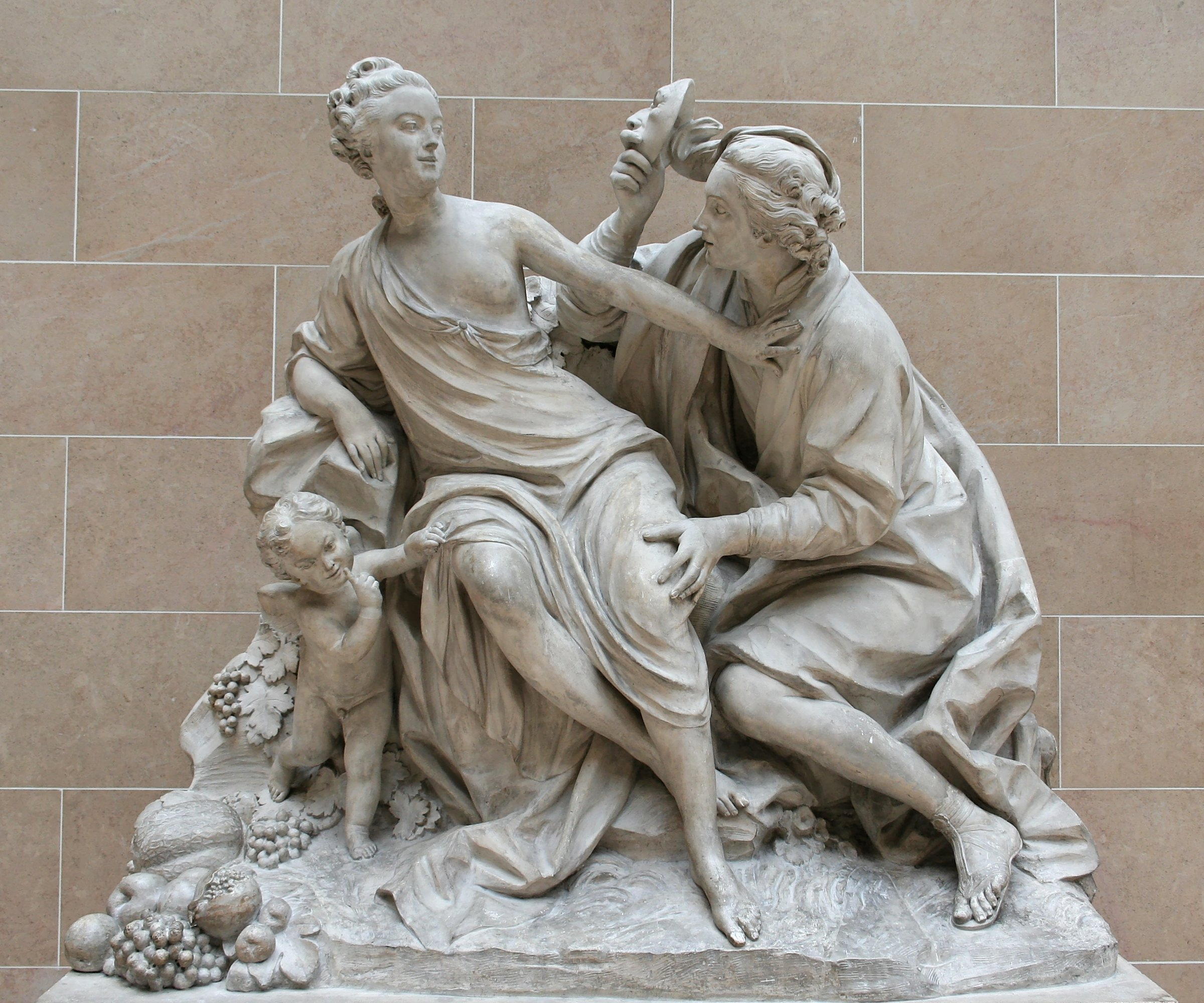
Wertumnus i Pomona
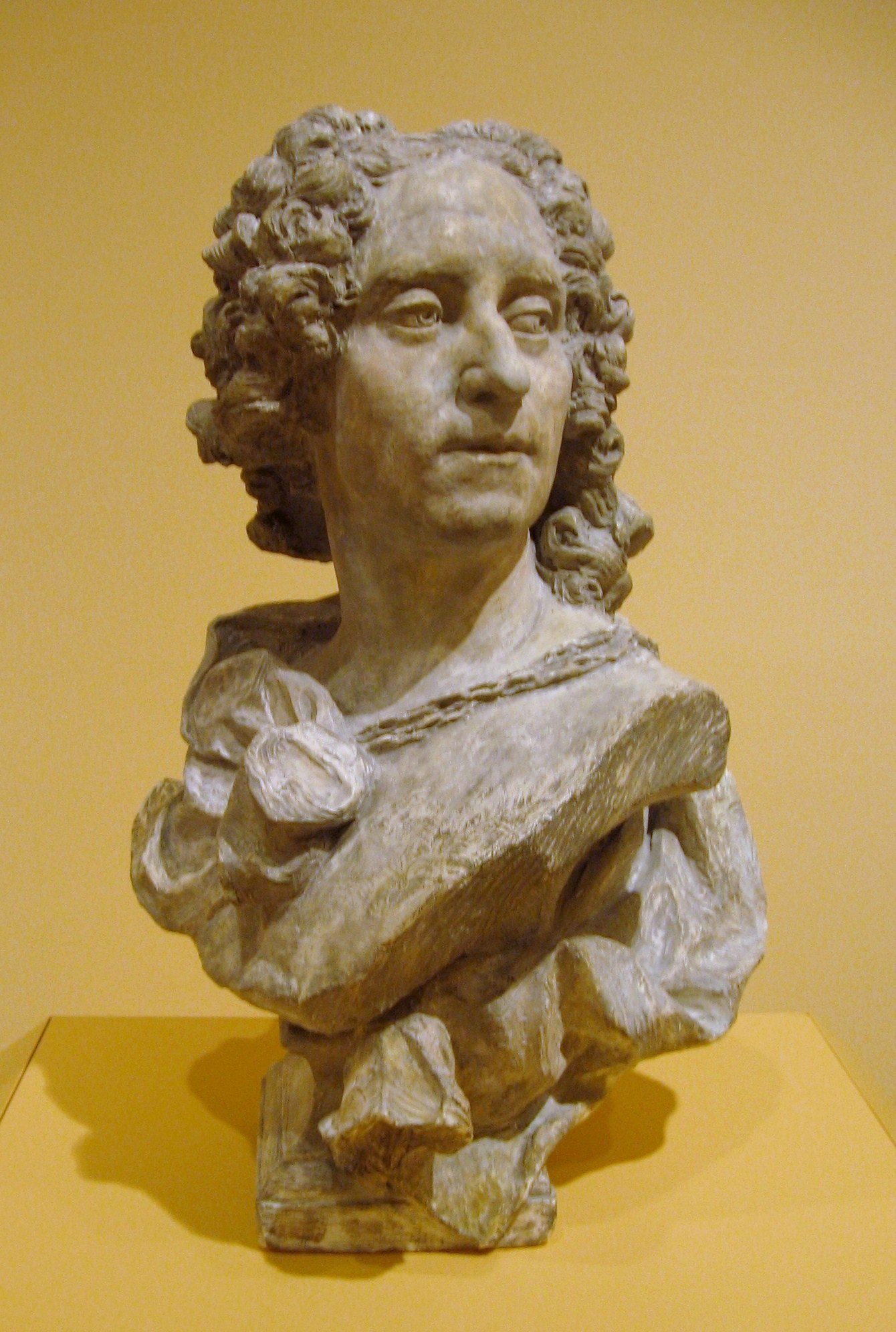
Popiersie Noëla Nicolasa Coypela
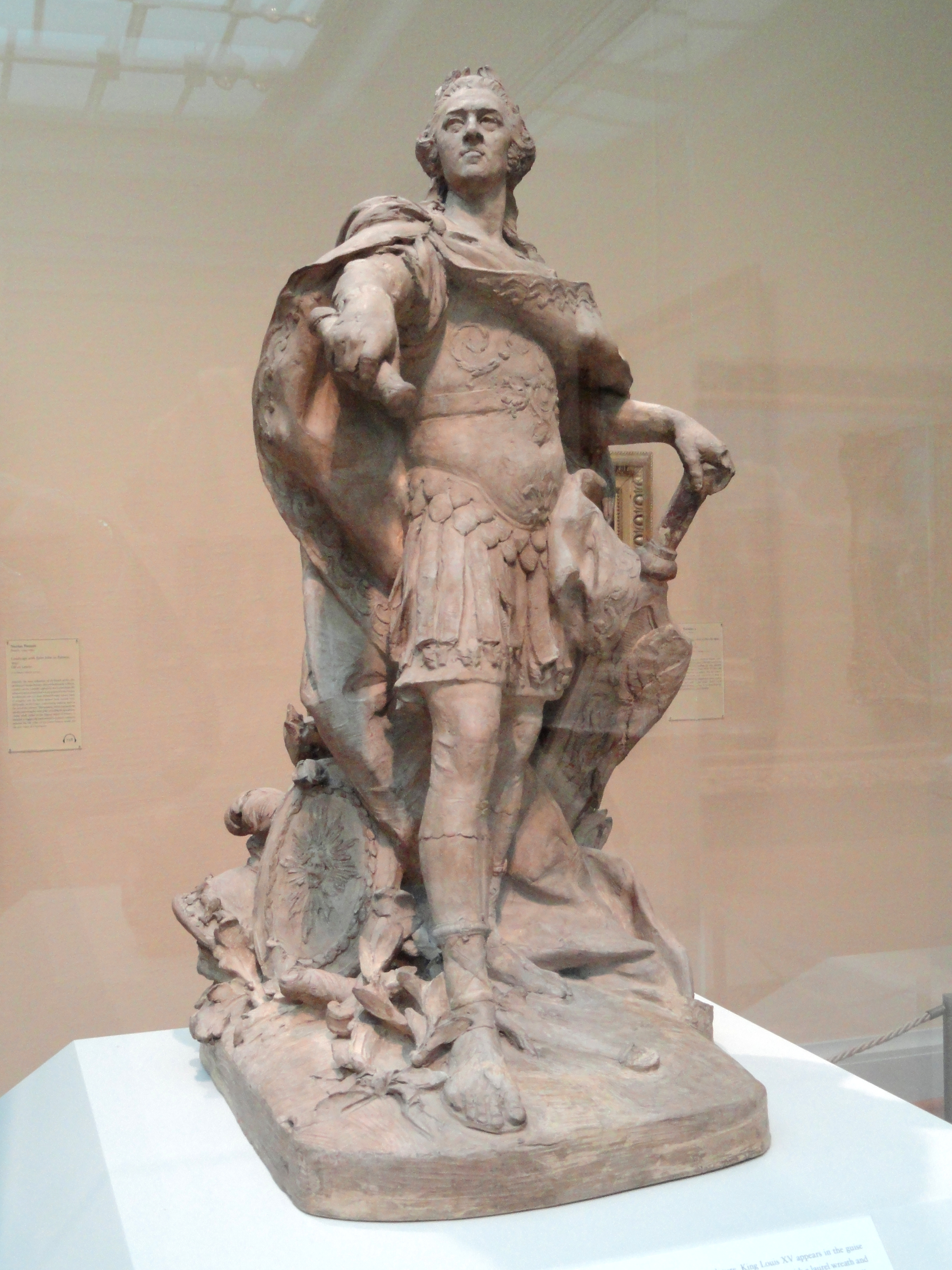
Model pomnika Ludwika XV
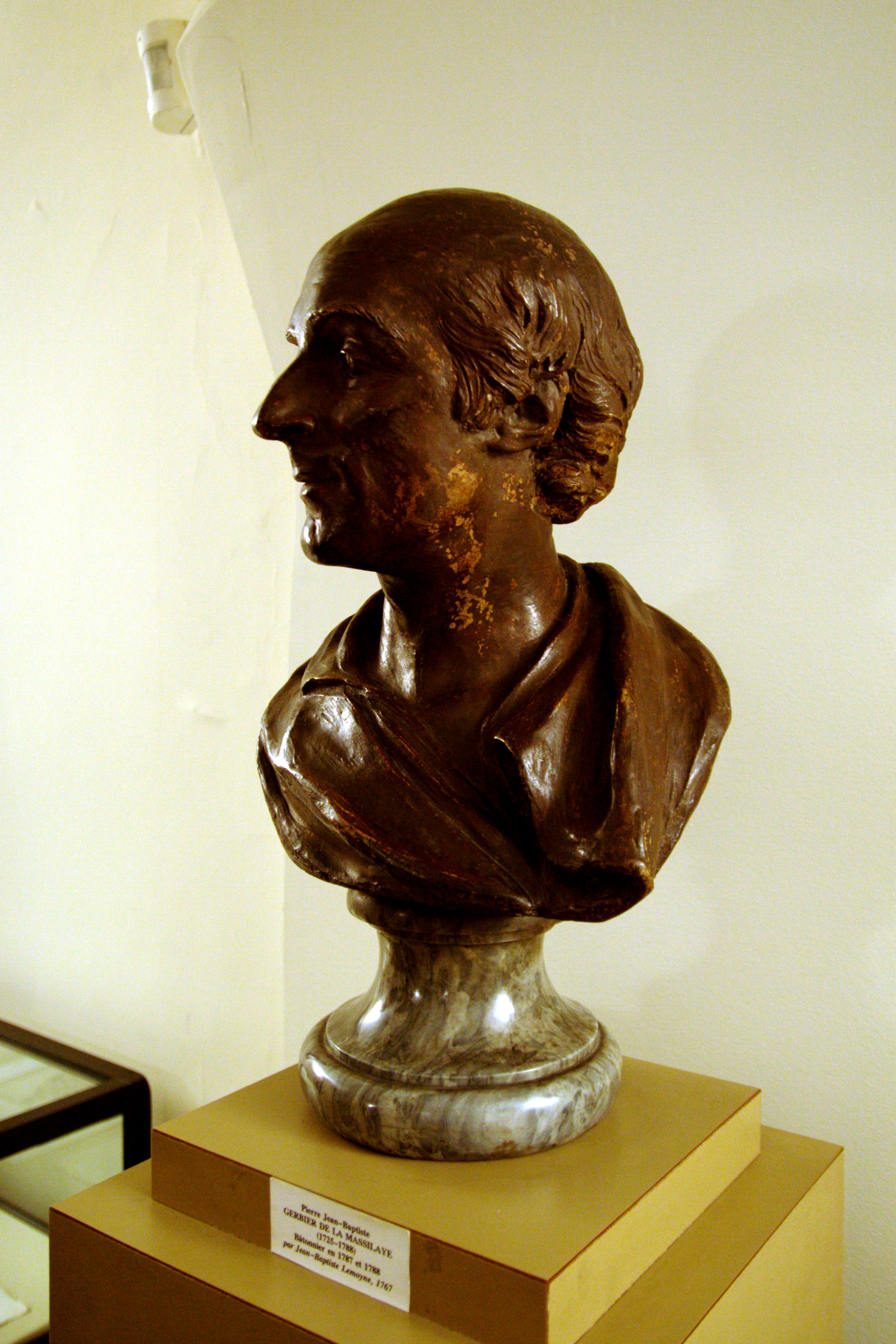
Popiersie Jeana Baptiste Gerbiera de la Massilaye